# ネルソン島 (アラスカ州)
ネルソン島（ネルソンとう、英語: Nelson Island、中央ユピック語: Qaluyaaq）は アラスカ州南西部にある島である。島は長さ68キロメートル、幅32キロメートルから56キロメートルで、面積は2183平方キロメートルにも及ぶ。これは、島としてはアメリカ合衆国で15番目に大きいものである。アラスカ本土とは、北部はニンガルク川、東部とはコラビナラク川（Kolavinarak River）によって分断され、ネルソン島から北西部に位置するヌニバク島とはエトリン海峡によって分断されている。
ネルソン島には以下に挙げる3つの村が存在し、いずれもベーリング海に面した南西部に位置する。
- ツエンウナク（英語版）
- トークソーク・ベイ（英語版）
- ナイトミュート（英語版）

冬季には、スノーモービルを使ってツエンウナクとナイトミュートが結ばれる。これら3つの村には、2000年の国勢調査の時点で合計1,065人の住民が住んでおり、この数字がこの島全体の人口でもある。島で最大の村はトークソーク・ベイである。これら3地域以外の面積の割合が77%であり、もちろん人は住んでいない。
島の北側を流れるニンガルク川を挟んで本土側の村、ニュートックは、浸食の問題があるためにネルソン島への移住計画が進行している。
住んでいる原住民はユピク族で、伝統的な食生活、釣り、狩猟といった文化が保存されている。

## 語源
ネルソン島は、1878年に島とそこの人々を研究したスミソニアン博物館の自然主義者、エドワード・ウィリアム・ネルソンにちなんで命名された。

## 人口統計
ネルソン島は、1930年と1940年のアメリカ合衆国国勢調査で、非法人化地域として調査されている。